# Бактеріостатичні речовини
Бактеріостати́чні речови́ни (від бактерії і грец. stasis — стояння на місці) — бактеріостатики, речовини, яким притаманна властивість тимчасово призупиняти розмноження бактерій. Їх виділяють багато мікроорганізмів (актиноміцети, плісняві гриби), а також деякі вищі рослини; мають регулюючу дію на популяції бактерій.
Бактеріостатичні речовини — антибіотики, іони металів (Ag+, Au+3, Hg+2, Cu+2), хіміотерапевтичні засоби (сульфаніламіди, препарати миш'яку) та інші речовини, що затримують повністю розмноження бактерій або інших мікроорганізмів, тобто спричинюють бактеріостаз. Дія бактеріостатичних речовин оборотна: при їх видаленні, додаванні їх інактиваторів розмноження бактерій поновлюється. Наприклад, дія іонів металів припиняється у присутності  сірководню, що звільняє від них поверхню бактеріальних клітин. Дію бактеріостатичних речовин припиняють також речовини, яким притаманна велика адсорбційна здатність (наприклад, білки). Цим пояснюють зниження активності бактеріостатичних речовин кров'ю, гноєм тощо У малих концентраціях бактеріостатичну дію мають також бактерицидні речовини. Пригнічуючи розмноження хвороботворних мікроорганізмів в макроорганізмі людини або тварин, бактеріостатичні речовини діють як лікувальні препарати. За допомогою нешкідливих для людини бактеріостатичних речовин запобігають псуванню мікробами різних харчових продуктів, виноградного сусла, молоко, тощо. Для цього застосовують бензойну кислоту, обкурювання сірчистим газом, перекис водню, різні антибіотики.